# Слободище (Винницкая область)
Слободи́ще (укр. Слободище) — село, входит в Ильинецкий район Винницкой области Украины.
Население по переписи 2001 года составляло 988 человек. Почтовый индекс — 22755. Телефонный код — 043-45. Занимает площадь 1,42 км². Код КОАТУУ — 521285506.

## Местный совет
22755, Вінницька обл., Іллінецький р-н, с.Слободище, вул.Леніна,35  (укр.)